# Wingeshausen
Wingeshausen ist ein Stadtteil von Bad Berleburg im nordrhein-westfälischen Kreis Siegen-Wittgenstein.

## Geographie

### Lage

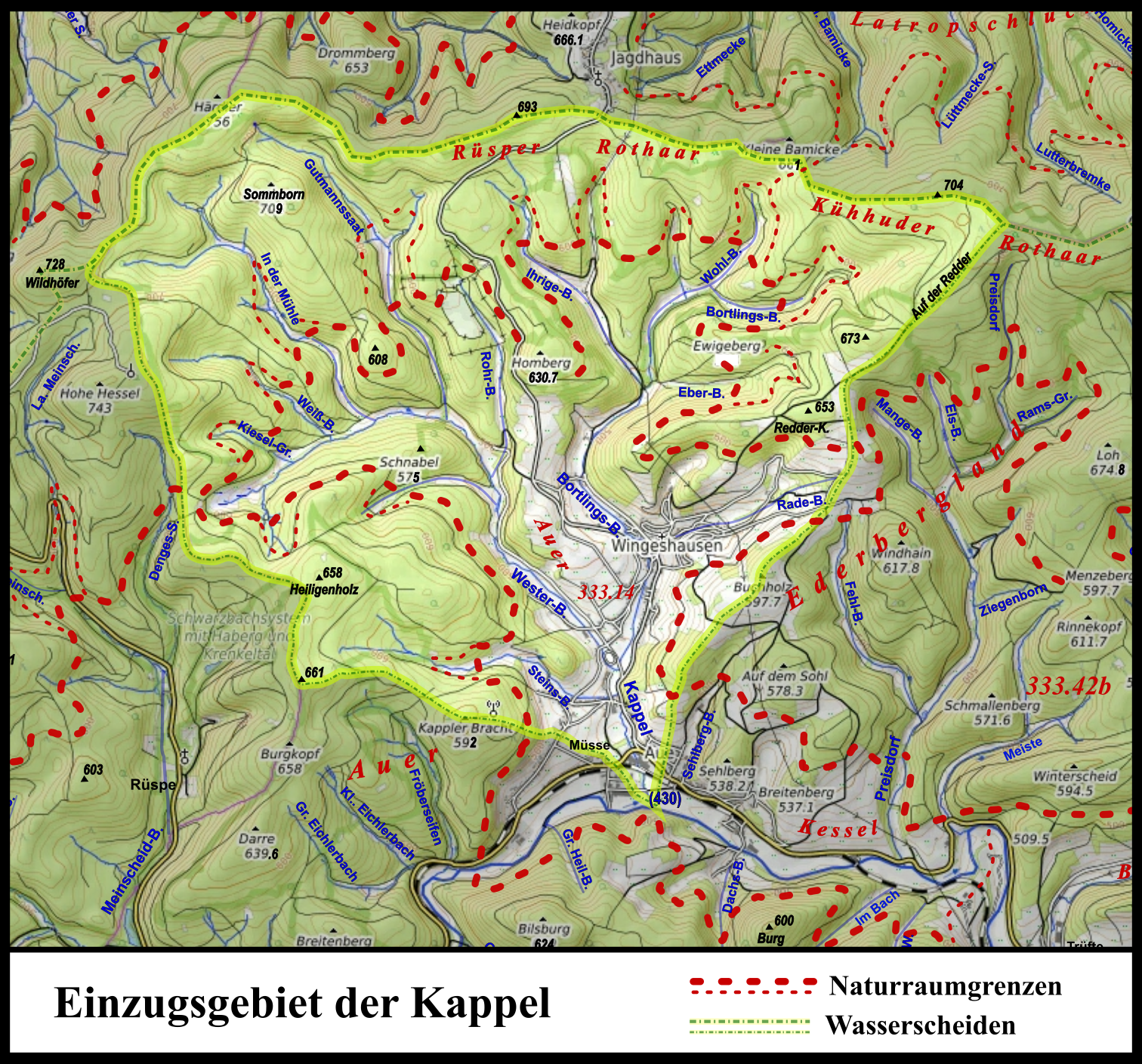
Das Einzugsgebiet der Kappel mit Wingeshausen östlich des Zentrums

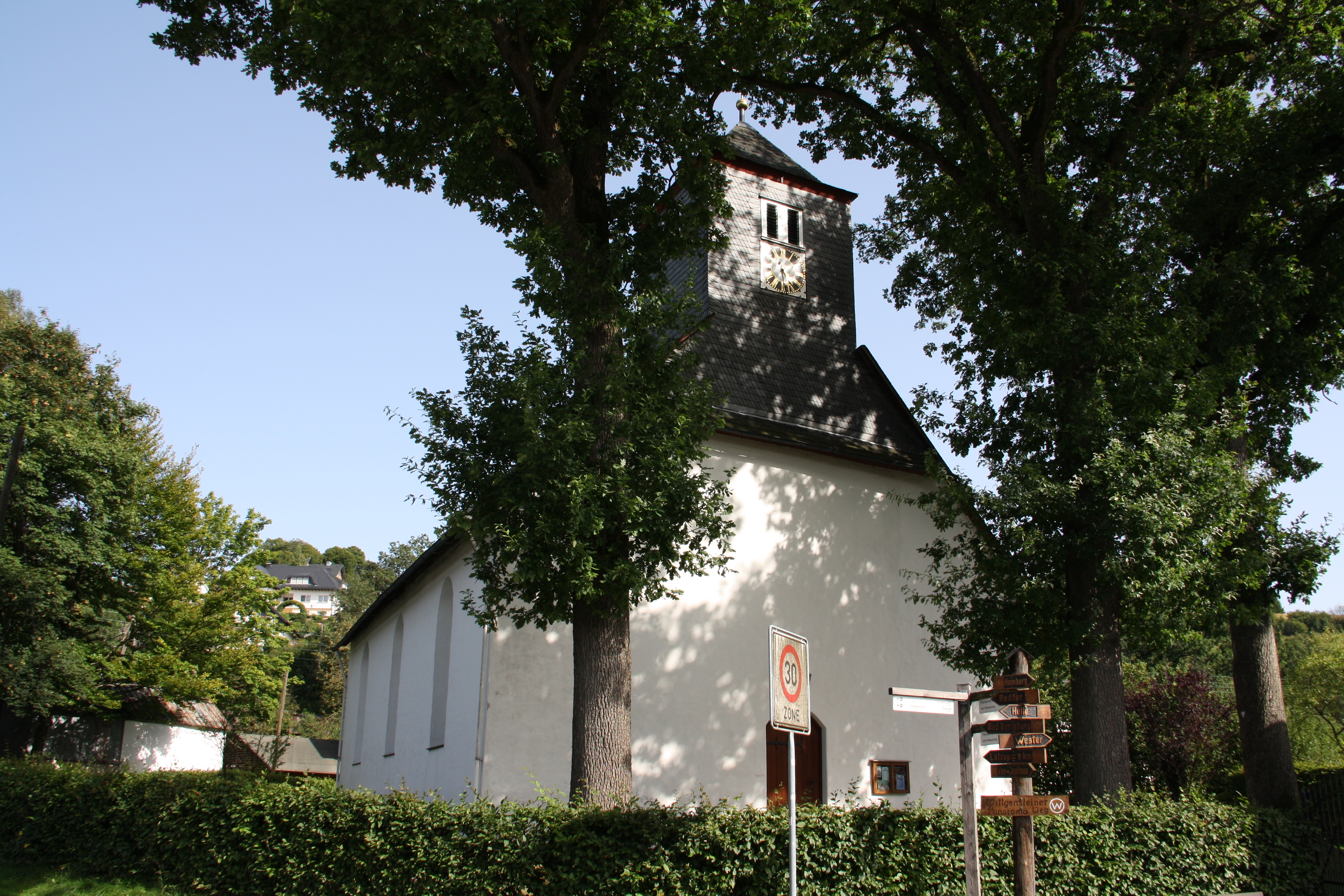
Evangelische Kirche Wingeshausen

Wingeshausen liegt im Nordwesten des Wittgensteiner Landes im vom Fächer der Kappel ausgeräumten Auer Kessel, einem Seitental der Eder. Nach Norden stößt das Dorf unmittelbar an den Kamm der Rothaar mit dem Homberg (630,7 m ü. NHN, N) und dem Redderkopf (653,4 m, NO); nach Nordwesten reicht die Ortsgemarkung bis unmittelbar vor den Gipfel des Härdler (756,0 m), wo innerhalb dieser etwa 753 m erreicht werden. In der Umgebung befindet sich das Artenschutzprojekt Wisent-Wildnis.

### Nachbarorte
- Aue
- Jagdhaus

## Geschichte
Erste bekannte Siedlungsspuren führen über 2000 Jahre in die Zeit der Kelten zurück. Eine Kirche wird für das Jahr 1099 erwähnt. Die erste gesicherte urkundliche Erwähnung erfolgte aber erst  im Jahr 1332. Der Ort in seiner mittelalterlichen Schreibweise Wenegiskusen stand im Zusammenhang mit einem Streit zweier Adliger aus Oberhundem.
Für die Jahre 1494 und 1526 zeugen Urkunden des Berleburger Archivs, die verschiedene Güterverkäufe beinhalten. Im Jahr 1611 wird die Konzession zur Errichtung der Wingeshäuser Hütte erteilt. Die Schulzerei Wingeshausen wird 1773 erwähnt. Diese wird 1781 zur Schulzerei Aue-Wingeshausen erweitert und 1819 zum Schulzereibezirk mit den Gemeinden Aue und Wingeshausen genannt. Ab 1845 gehört der Ort zum Amt Berghausen, später zum Amt Berleburg. Haupterwerbszweige sind in der Köhlerei im Zusammenhang mit der Forstwirtschaft und der Landwirtschaft zu suchen.
Im Rahmen der kommunalen Neugliederung kam Wingeshausen am 1. Januar 1975 zu Bad Berleburg.

### Einwohnerentwicklung
- 1624: 0140 Einwohner in 24 Häusern
- 1819: 0623 Einwohner in 75 Häusern
- 1854: 0782 Einwohner in 87 Häusern
- 1900: 0686 Einwohner
- 1961: 1527 Einwohner[3]
- 1970: 1573 Einwohner[3]
- 1974: 1595 Einwohner[4]
- 2011: 1819 Einwohner
- 2021: 1654 Einwohner[1]

## Gebäude
Sehenswert ist die unter Denkmalschutz stehende evangelische Kirche, die früher der Hl. Maria geweiht war.